# Stefano Riccio

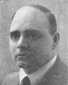

Stefano Riccio (Marigliano, 9 luglio 1907 – Roma, 8 marzo 2004) è stato un politico italiano.

## Biografia
Laureato in giurisprudenza e storia e filosofia, professò l'attività di avvocato e docente universitario. Nel 1943 fu con Alcide De Gasperi, ed altri compagni di partito, autore dell'opuscolo clandestino "Le idee ricostruttive della Democrazia Cristiana".
Eletto per la Democrazia Cristiana a far parte dell'Assemblea Costituente, venne rieletto alla Camera dei deputati per le prime sei legislature.
Ricoprì per due volte incarichi di governo; Sottosegretario di Stato alla Marina Mercantile nel secondo Governo Moro con ministro Giovanni Spagnolli, e Sottosegretario di Stato ai Lavori Pubblici nel secondo Governo Leone, con ministro Lorenzo Natali.